# Саренко, Григорий Васильевич
Григорий Васильевич Саренко (14 ноября 1876, Саратов — 14 февраля 1938, Чимкент) — инженер-архитектор, коллежский советник.

## Биография

### Детство и образование
Родился 14 ноября 1876 года в городе Саратов в аристократической семье.
Окончил реальное училище в Москве, но хотел выступать на сцене, поэтому брал уроки игры на скрипке и посещал театр. Однако родители воспротивились таким интересам сына.
5 октября 1902 года окончил институт в Петербурге и был направлен младшим инженером в Ярославское губернское правление на службу.

### Архитектурная деятельность
В Ярославле архитектор поселился в доме прусского купца Вильгельма Каатца. Тогда Саренко много участвовал в различных проектах реконструкции домов в Ярославле и других соседних областях, принимал участие в конкурсе на строительство здания театра, подготавливал проект реконструкции пожарной части и здания для Некрасовской библиотеки-читальни, построил для гостиницы-ресторана «Бристоль» здание на углу двух ярославских улиц в центре города, а также соорудил здание кинотеатра и мечети.
В январе 1909 года Саренко был назначен младшим архитектором строительного отделения, а в ноябре — областным архитектором. Григорий Васильевич женился, его женой стала Надежда Николаевна Крохоняткина, происходившая из известной в городе купеческой семьи. В 1912 году у них родилась дочь Ирина, а через два года — Людмила. Семья поселилась в небольшом особняке Харчевой на Голубятной улице, который Григорий Васильевич реконструировал в стиле модерн в 1910 году.
В 1916 году он возглавил строительный отдел губернского правления и был назначен губернским инженером.
В 1923 году Саренко вместе с К.Х. Прилепским спроектировал здание школы при фабрике «Красный Перекоп». В 1924 году по проекту архитектора для рабочих фабрики строится жилой дом.
В 1927 году на углу улиц Красной и Тутаевской по проекту Саренко строится трёхэтажный жилой дом — первый в центре города после революции.
В 1934 году Саренко включили в комиссию по установке памятника Ленину на Театральной площади.

### Арест и смерть
Мирная семейная жизнь Григория Васильевича Саренко оборвалась 23 апреля 1935 года, когда уполномоченный Кукличев подготовил справку на арест Саренко.
10 октября 1935 года Особое совещание при НКВД СССР приняло решение сослать Г. В. Саренко в Казахстан на 3 года «за участие в контрреволюционной группе». Из Ярославля его отправили сначала в Алма-Ату, затем перевели в Чимкент, где он работал инженером технадзора в Южно-Казахстанском отделении «Казгоскино».
23 декабря 1937 года Саренко арестовали за то, что он снова участвовал в контрреволюционной организации и проводил вредящую работу в постройке кинотеатра в городе Чимкент.
14 февраля 1938 года был приговорён к расстрелу.